# 維普資訊
維普資訊全稱維普資訊網，是重庆维普资讯有限公司於2000年開設的期刊文獻數據庫網站。
重庆维普资讯有限公司前身為中国科技情报研究所重庆分所数据库研究中心，成立於1989年，1995年更名。

## 外部連結
- 官方网站